# Saint-Sigismond (Alta Savoia)
Saint-Sigismond és un municipi francès situat al departament de l'Alta Savoia i a la regió d'Alvèrnia-Roine-Alps. L'any 2007 tenia 664 habitants.

## Demografia

### Població
El 2007 la població de fet de Saint-Sigismond era de 664 persones. Hi havia 238 famílies de les quals 44 eren unipersonals (32 homes vivint sols i 12 dones vivint soles), 71 parelles sense fills, 107 parelles amb fills i 16 famílies monoparentals amb fills.
La població ha evolucionat segons el següent gràfic:
Habitants censats

### Habitatges
El 2007 hi havia 321 habitatges, 243 eren l'habitatge principal de la família, 69 eren segones residències i 9 estaven desocupats. 294 eren cases i 26 eren apartaments. Dels 243 habitatges principals, 190 estaven ocupats pels seus propietaris, 42 estaven llogats i ocupats pels llogaters i 10 estaven cedits a títol gratuït; 2 tenien una cambra, 16 en tenien dues, 35 en tenien tres, 75 en tenien quatre i 115 en tenien cinc o més. 206 habitatges disposaven pel capbaix d'una plaça de pàrquing. A 99 habitatges hi havia un automòbil i a 137 n'hi havia dos o més.

### Piràmide de població
La piràmide de població per edats i sexe el 2009 era:
| Homes | Edats   | Dones |
| ----- | ------- | ----- |
| 0     | 95 o +  | 0     |
| 0     | 90 a 94 | 0     |
| 0     | 85 a 89 | 0     |
| 0     | 80 a 84 | 4     |
| 16    | 75 a 79 | 0     |
| 4     | 70 a 74 | 4     |
| 0     | 65 a 69 | 0     |
| 8     | 60 a 64 | 8     |
| 20    | 55 a 59 | 20    |
| 16    | 50 a 54 | 8     |
| 20    | 45 a 49 | 4     |
| 24    | 40 a 44 | 28    |
| 32    | 35 a 39 | 32    |
| 36    | 30 a 34 | 32    |
| 16    | 25 a 29 | 20    |
| 8     | 20 a 24 | 8     |
| 16    | 15 a 19 | 16    |
| 16    | 10 a 14 | 12    |
| 24    | 5 a 9   | 36    |
| 16    | 0 a 4   | 32    |

## Economia
El 2007 la població en edat de treballar era de 451 persones, 356 eren actives i 95 eren inactives. De les 356 persones actives 344 estaven ocupades (191 homes i 153 dones) i 12 estaven aturades (3 homes i 9 dones). De les 95 persones inactives 30 estaven jubilades, 43 estaven estudiant i 22 estaven classificades com a «altres inactius».

### Ingressos
El 2009 a Saint-Sigismond hi havia 231 unitats fiscals que integraven 629,5 persones, la mediana anual d'ingressos fiscals per persona era de 21.724 €.

### Activitats econòmiques
Dels 27 establiments que hi havia el 2007, 9 eren d'empreses de construcció, 1 d'una empresa de comerç i reparació d'automòbils, 2 d'empreses de transport, 2 d'empreses d'hostatgeria i restauració, 3 d'empreses de serveis, 4 d'entitats de l'administració pública i 6 d'empreses classificades com a «altres activitats de serveis».
Dels 10 establiments de servei als particulars que hi havia el 2009, 1 era un taller de reparació d'automòbils i de material agrícola, 4 paletes, 1 guixaire pintor, 2 fusteries, 1 restaurant i 1 agència immobiliària.
L'any 2000 a Saint-Sigismond hi havia 7 explotacions agrícoles.

## Equipaments sanitaris i escolars
El 2009 hi havia una escola elemental.

## Poblacions més properes
El següent diagrama mostra les poblacions més properes.